# Radio de onda corta

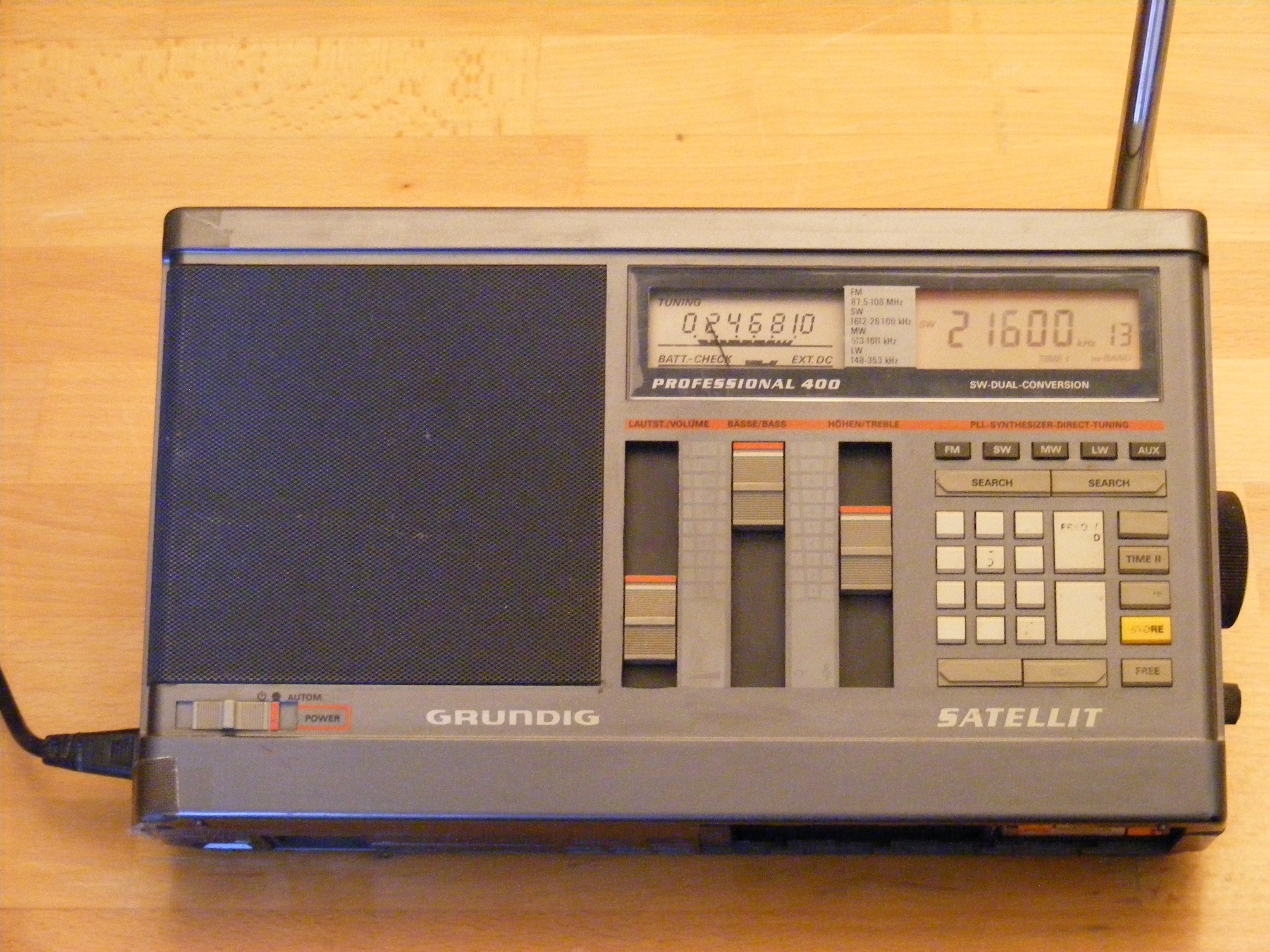
Receptor digital de onda corta de estado sólido Grundig Satellit 400, c. 1986

La radio de onda corta es la radiotransmisión que utiliza frecuencias de radio en las bandas de onda corta. No existe una definición oficial del rango de bandas, pero siempre incluye toda la banda de alta frecuencia (HF), que se extiende de 3 a 30 MHz (100 a 10 metros); por encima de la banda de frecuencia media (MF), hasta el fondo de la banda de frecuencia muy alta (VHF).
Las ondas de radio en la banda de onda corta pueden reflejarse o refractarse en una capa de átomos cargados eléctricamente en la atmósfera llamada Ionosfera. Por lo tanto, las ondas cortas dirigidas en ángulo hacia el cielo pueden reflejarse de vuelta a la Tierra a grandes distancias, más allá del horizonte. Es lo que se denomina propagación por onda ionosférica. Así, la radio de onda corta puede utilizarse para comunicarse a distancias muy largas, a diferencia de las ondas de radio de mayor frecuencia, que viajan en línea recta (propagación en la línea de mira) y están limitadas por el horizonte visual, unos 64 km (40 millas).

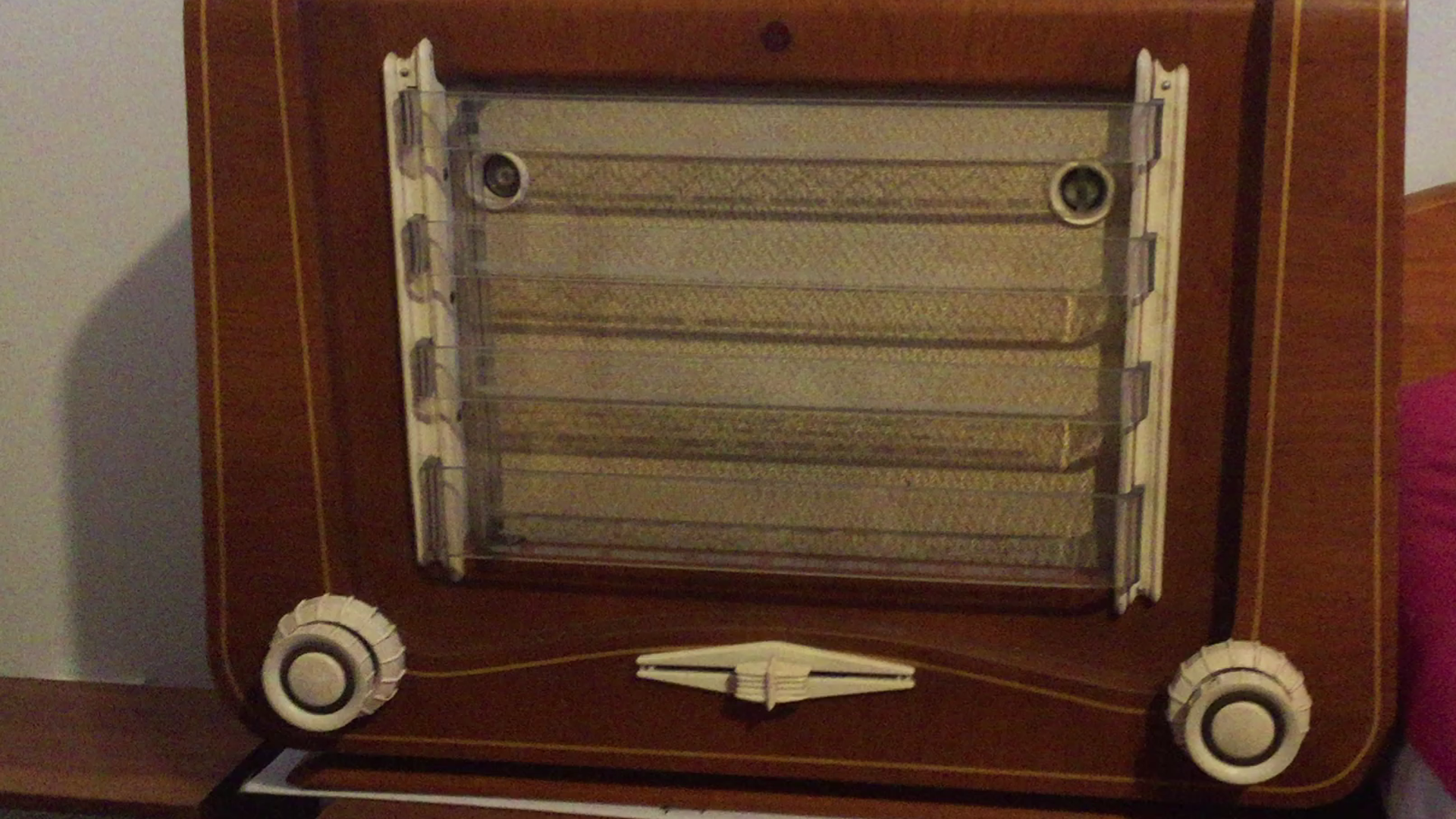
Tesla Máj 623A, Receptor de tubo de onda corta-larga-media de Checoslovaquia, c. 1956/57

Las emisiones de programas de radio en onda corta desempeñaron un papel importante en los primeros tiempos de la historia de la radio. En la Segunda Guerra Mundial se utilizó como instrumento de propaganda para una audiencia internacional. El apogeo de las emisiones internacionales por onda corta se produjo durante la Guerra Fría, entre 1960 y 1980.
Con la amplia implantación de otras tecnologías para la distribución de programas de radio, como la radio por satélite y la difusión por cable, así como las transmisiones basadas en IP, la radiodifusión por onda corta perdió importancia. Las iniciativas para la digitalización de la radiodifusión tampoco dieron sus frutos, por lo que a partir de 2024 son pocas las emisoras que siguen emitiendo programas en onda corta.
Sin embargo, la onda corta sigue siendo importante en zonas de guerra, como en la guerra ruso-ucraniana, y las emisiones en onda corta pueden transmitirse a miles de kilómetros desde un solo transmisor, lo que dificulta su censura por parte de las autoridades gubernamentales. La radio de onda corta también se utiliza a menudo en los aviones.

## Historia

### Desarrollo

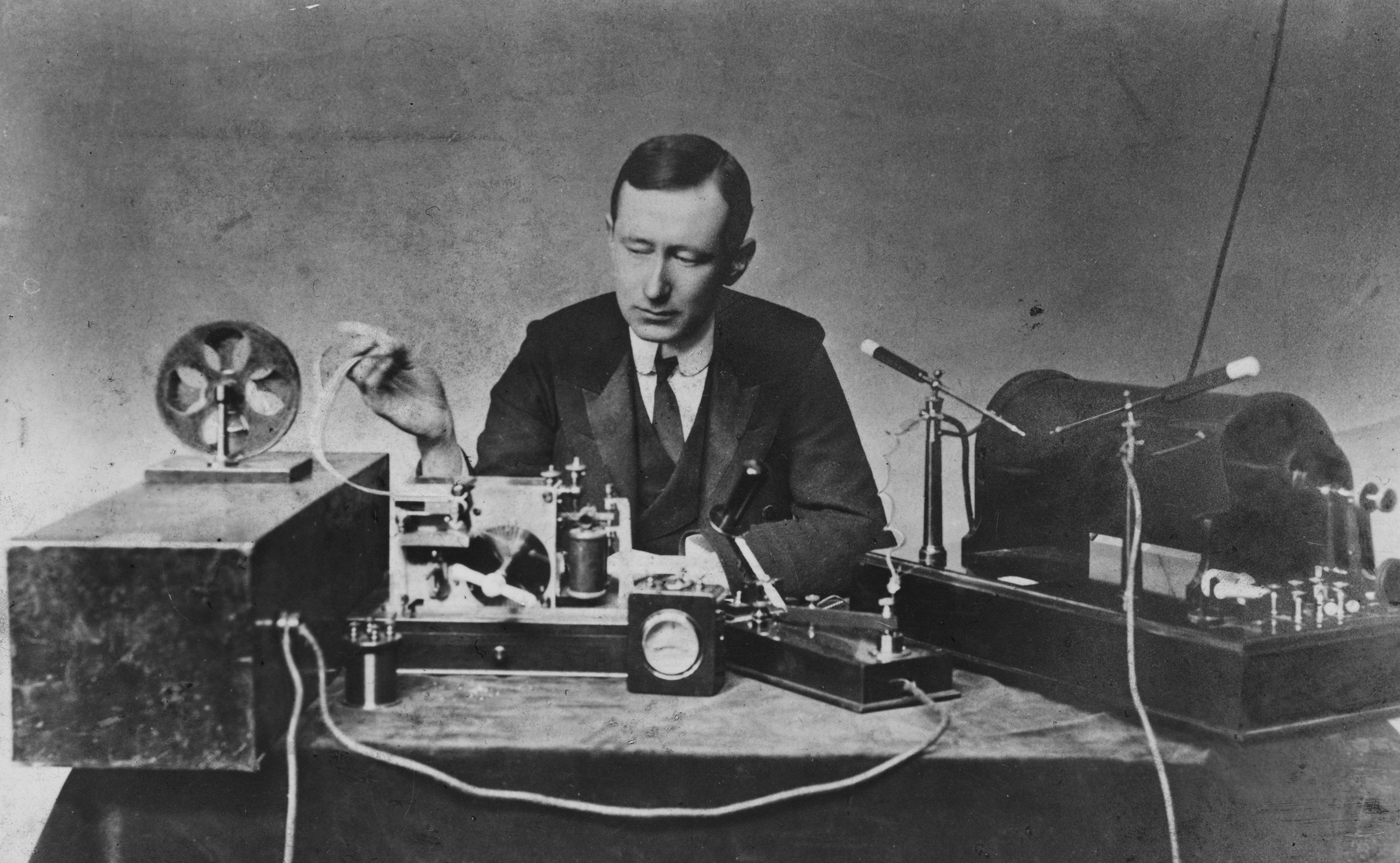
Los radioaficionados realizaron las primeras transmisiones de onda corta a larga distancia antes que las de Guglielmo Marconi.

El nombre de "onda corta" tiene su origen en los inicios de la radio, a principios del siglo XX, cuando el espectro radioeléctrico se dividía en bandas de onda larga (LW), onda media (MW) y onda corta (SW) en función de la longitud de la onda. La radio de onda corta recibe su nombre porque las longitudes de onda de esta banda son inferiores a los 200 m (1.500 kHz) que marcaban el límite superior original de la banda de frecuencia media utilizada por primera vez para las radiocomunicaciones. Actualmente, la banda de ondas medias de radiodifusión se extiende por encima del límite de 200 m / 1.500 kHz.
Los primeros sistemas de radiotelegrafía a larga distancia utilizaban ondas largas, por debajo de 300 kilohercios (kHz) / por encima de 1.000 m. Los inconvenientes de este sistema incluían un espectro muy limitado disponible para la comunicación a larga distancia, y los costosísimos transmisores, receptores y antenas gigantescas. Además, las ondas largas son difíciles de transmitir direccionalmente, lo que supone una gran pérdida de potencia a larga distancia. Antes de los años 20, las frecuencias de onda corta por encima de 1,5 MHz se consideraban inútiles para la comunicación a larga distancia y en muchos países se destinaban al uso de aficionados.
Guglielmo Marconi, pionero de la radio, encarga a su ayudante Charles Samuel Franklin que realice un estudio a gran escala sobre las características de transmisión de las ondas de longitud de onda corta y determine su idoneidad para las transmisiones a larga distancia. Franklin instaló una gran antena en la estación inalámbrica de Poldhu, Cornualles, que funcionaba con 25 kW de potencia. En junio y julio de 1923, se realizaron transmisiones inalámbricas nocturnas en 97 metros (unos 3 MHz) desde Poldhu hasta el yate Elettra de Marconi en las islas de Cabo Verde.
En septiembre de 1924, Marconi dispuso que se hicieran transmisiones día y noche en 32 metros (unos 9,4 MHz) desde Poldhu a su yate en el puerto de Beirut, al que había navegado, y quedó "asombrado" al comprobar que podía recibir señales "durante todo el día". Franklin perfeccionó la transmisión direccional inventando el sistema de antenas de cortina. En julio de 1924, Marconi firmó contratos con la Oficina General de Correos británica (GPO) para instalar circuitos de telegrafía de onda corta de alta velocidad desde Londres a Australia, India, Sudáfrica y Canadá como elemento principal de la Cadena Inalámbrica Imperial. El 25 de octubre de 1926 comenzó a funcionar comercialmente el "Beam Wireless Service" de onda corta entre el Reino Unido y Canadá. Los servicios Beam Wireless del Reino Unido a Australia, Sudáfrica y la India entraron en servicio en 1927.
Las comunicaciones por onda corta empezaron a crecer rápidamente en los años veinte. En 1928, más de la mitad de las comunicaciones de larga distancia habían pasado de los cables transoceánicos y los servicios inalámbricos de onda larga a la onda corta, y el volumen global de las comunicaciones transoceánicas de onda corta había aumentado enormemente. Las estaciones de onda corta ofrecían ventajas económicas y de eficiencia frente a las instalaciones inalámbricas masivas de onda larga. Sin embargo, algunas estaciones comerciales de comunicaciones de onda larga siguieron en uso hasta la década de 1960. Los circuitos de radio de larga distancia también redujeron la necesidad de nuevos cables, aunque éstos mantuvieron sus ventajas de alta seguridad y una señal mucho más fiable y de mejor calidad que la onda corta.
Las compañías de cable empezaron a perder grandes sumas de dinero en 1927. Una grave crisis financiera amenazó la viabilidad de unas compañías de cable que eran vitales para los intereses estratégicos británicos. El gobierno británico convocó en 1928 la Conferencia Imperial de Inalámbricos y Cable "para examinar la situación que había surgido como consecuencia de la competencia de Beam Wireless con los servicios de cable". La Conferencia recomendó y obtuvo la aprobación del gobierno para que todos los recursos de cable e inalámbricos de ultramar del Imperio se fusionaran en un sistema controlado por una empresa de nueva creación en 1929, Imperial and International Communications Ltd.. El nombre de la empresa se cambió a Cable and Wireless Ltd. en 1934.
El resurgimiento de los cables de larga distancia comenzó en 1956 con el tendido del TAT-1 a través del Océano Atlántico, el primer cable de frecuencia vocal por esta ruta. Proporcionó 36 canales telefónicos de alta calidad y pronto le siguieron cables de mayor capacidad en todo el mundo. La competencia de estos cables pronto acabó con la viabilidad económica de la radio de onda corta para la comunicación comercial.

### Uso aficionado de la propagación de onda corta

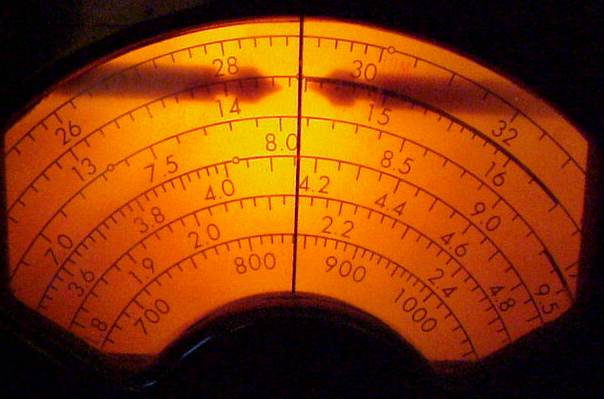
Dial de sintonización analógica del receptor de onda corta Hallicrafters SX-28, c. 1944

Los radioaficionados también descubrieron que la comunicación a larga distancia era posible en las bandas de onda corta. Los primeros servicios de larga distancia utilizaban la propagación de ondas superficiales a frecuencias muy bajas, que se atenúan a lo largo del trayecto en longitudes de onda inferiores a 1.000 metros. Las distancias más largas y las frecuencias más altas que utilizaban este método suponían una mayor pérdida de señal. Esto, y las dificultades para generar y detectar frecuencias más altas, dificultaron el descubrimiento de la propagación por onda corta para los servicios comerciales.
Es posible que los radioaficionados realizaran las primeras pruebas transatlánticas con éxito en diciembre de 1921, operando en la banda de onda media de 200 metros (cerca de 1.500 kHz, dentro de la banda moderna de radiodifusión AM), que en aquella época era la longitud de onda más corta / frecuencia más alta disponible para la radioafición. En 1922 cientos de radioaficionados norteamericanos fueron escuchados en Europa en 200 metros y al menos 20 radioaficionados norteamericanos escucharon señales de radioaficionados procedentes de Europa. Las primeras comunicaciones bidireccionales entre radioaficionados norteamericanos y hawaianos comenzaron en 1922 a 200 metros. Aunque el funcionamiento en longitudes de onda inferiores a 200 metros era técnicamente ilegal (pero se toleraba en aquella época porque las autoridades creían erróneamente que esas frecuencias eran inútiles para uso comercial o militar), los aficionados empezaron a experimentar con esas longitudes de onda utilizando los nuevos tubos de vacío disponibles poco después de la Primera Guerra Mundial.
Las interferencias extremas en el extremo más largo de la banda de 150-200 metros -las longitudes de onda oficiales asignadas a los radioaficionados por la Segunda Conferencia Nacional de Radio en 1923- obligaron a los radioaficionados a cambiar a longitudes de onda cada vez más cortas; sin embargo, los radioaficionados estaban limitados por la normativa a longitudes de onda superiores a 150 metros (2 MHz). Unos pocos aficionados afortunados que obtuvieron un permiso especial para comunicaciones experimentales en longitudes de onda inferiores a 150 metros completaron cientos de contactos bidireccionales a larga distancia en 100 metros (3 MHz) en 1923, incluyendo los primeros contactos bidireccionales transatlánticos.
En 1924, muchos otros aficionados con licencia especial realizaban contactos transoceánicos a distancias de 6.000 millas (9.600 km) y más. El 21 de septiembre de 1924, varios radioaficionados de California establecieron contactos bidireccionales con un radioaficionado de Nueva Zelanda. El 19 de octubre, radioaficionados de Nueva Zelanda e Inglaterra establecieron un contacto bidireccional de 90 minutos de duración en casi medio mundo. El 10 de octubre, la Tercera Conferencia Nacional de Radio pone a disposición de los radioaficionados estadounidenses tres bandas de onda corta: 80 metros (3,75 MHz), 40 metros (7 MHz) y 20 metros (14 MHz). Éstas se asignaron en todo el mundo, mientras que la banda de 10 metros (28 MHz) fue creada por la Conferencia Radiotelegráfica Internacional de Washington el 25 de noviembre de 1927. La banda de 15 metros (21 MHz) se abrió a los aficionados en Estados Unidos el 1 de mayo de 1952.

## Características de propagación

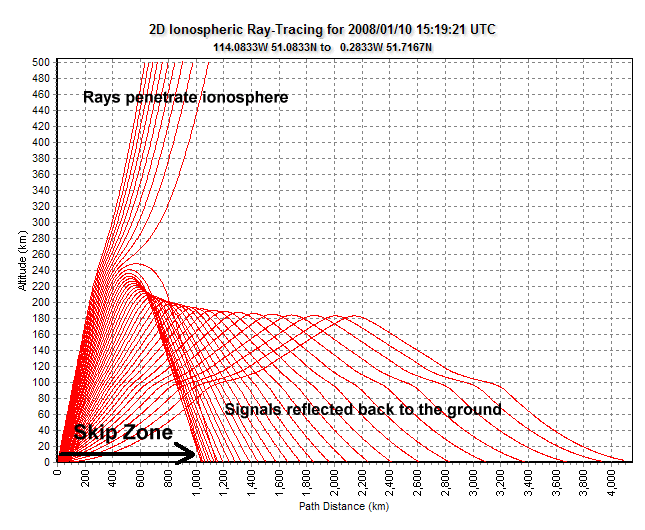
Formación de una zona de salto

La energía de radiofrecuencia de onda corta es capaz de llegar a cualquier punto de la Tierra, ya que se ve influida por la reflexión ionosférica de la ionosfera hacia la Tierra (un fenómeno conocido como "propagación por onda ionosférica"). Un fenómeno típico de la propagación de onda corta es la aparición de una zona de salto en la que falla la recepción. Con una frecuencia de trabajo fija, los grandes cambios en las condiciones ionosféricas pueden crear zonas de salto por la noche.
Debido a la estructura multicapa de la ionosfera, a menudo la propagación se produce simultáneamente por caminos diferentes, dispersos por la capa "E" o "F" y con distinto número de saltos, fenómeno que puede resultar molesto para determinadas técnicas. Sobre todo para las frecuencias más bajas de la banda de onda corta, la absorción de energía de radiofrecuencia en la capa ionosférica más baja, la capa "D", puede imponer un grave límite. Esto se debe a las colisiones de electrones con moléculas neutras, que absorben parte de la energía de una radiofrecuencia y la convierten en calor. Las predicciones sobre la propagación de las ondas ionosféricas dependen de:
- La distancia entre el transmisor y el receptor objetivo.

- La hora del día. Durante el día, las frecuencias superiores a 12 MHz aproximadamente pueden recorrer distancias más largas que las inferiores. Por la noche, esta propiedad se invierte.

- Con frecuencias más bajas, la dependencia de la hora del día se debe principalmente a que la capa ionosférica más baja, la capa "D", se forma sólo durante el día, cuando los fotones del sol descomponen los átomos en iones y electrones libres.

- Estación. Durante los meses de invierno de los hemisferios Norte o Sur, la banda de radiodifusión AM/MW tiende a ser más favorable debido a las mayores horas de oscuridad.

- Las erupciones solares producen un gran aumento de la ionización de la región D, tan grande, a veces durante periodos de varios minutos, que la propagación de las ondas celestes es inexistente.

## Tipos de modulación
Para incorporar información a una señal de onda corta se utilizan varios tipos de modulación.

### Modos de audio

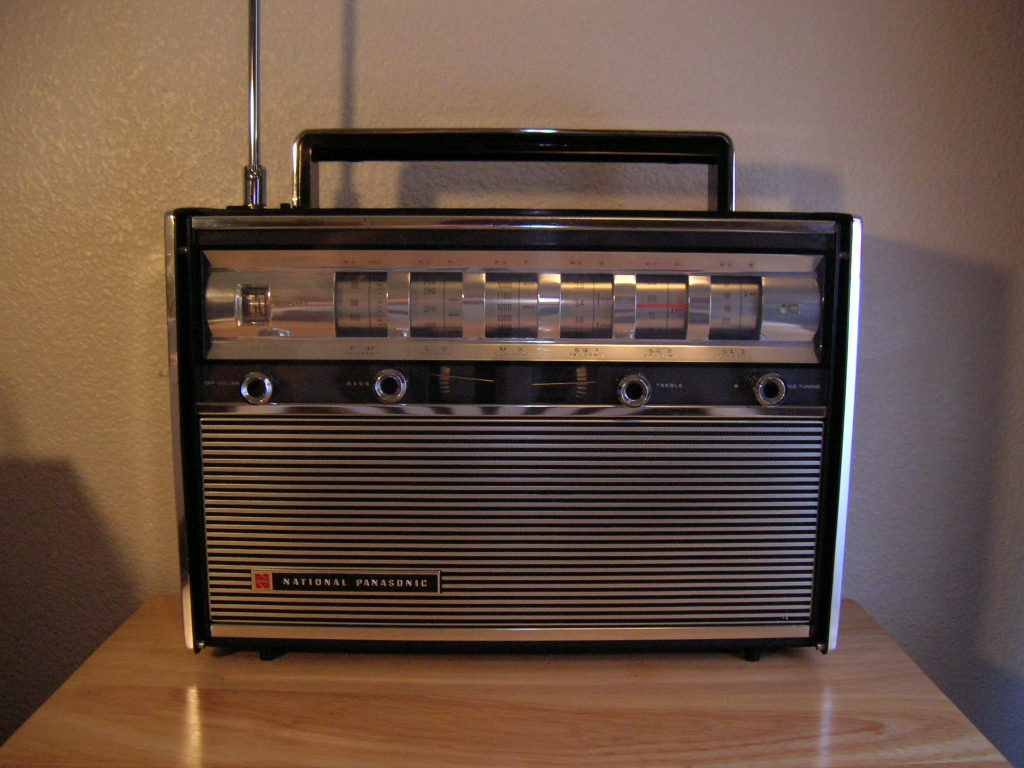
Receptor de radio analógico de onda corta National Panasonic R3000, c. 1965.

#### AM
La amplitud modulada es el tipo más sencillo y el más utilizado para la radiodifusión de onda corta. La amplitud instantánea de la portadora está controlada por la amplitud de la señal (voz o música, por ejemplo). En el receptor, un simple detector recupera de la portadora la señal de modulación deseada.

#### SSB
La transmisión en banda lateral única es una forma de modulación de amplitud, pero en realidad filtra el resultado de la modulación. Una señal modulada en amplitud tiene componentes de frecuencia por encima y por debajo de la frecuencia portadora. Si se elimina un conjunto de estos componentes, así como la portadora residual, sólo se transmite el conjunto restante. Esto reduce la potencia de la transmisión, ya que aproximadamente 2⁄3 de la energía enviada por una señal AM está en la portadora, que no es necesaria para recuperar la información contenida en la señal. También reduce el ancho de banda de la señal, ya que permite utilizar menos de la mitad del ancho de banda de la señal AM.
El inconveniente es que el receptor es más complicado, ya que debe recrear la portadora para recuperar la señal. Los pequeños errores en el proceso de detección afectan mucho al tono de la señal recibida. Por eso, la banda lateral única no se utiliza para música o radiodifusión en general. La banda lateral única se utiliza para comunicaciones de voz de largo alcance en barcos y aviones, banda ciudadana y radioaficionados. En radioaficionados, la banda lateral inferior (LSB) se utiliza habitualmente por debajo de 10 MHz y la USB (banda lateral superior) por encima de 10 MHz; los servicios no aficionados utilizan la USB independientemente de la frecuencia.

#### VSB
La banda lateral vestigial transmite la portadora y una banda lateral completa, pero filtra la mayor parte de la otra banda lateral. Es un compromiso entre la AM y la BLU, que permite utilizar receptores sencillos, pero requiere casi tanta potencia de transmisión como la AM. Su principal ventaja es que sólo se utiliza la mitad del ancho de banda de una señal de AM. La utiliza la estación canadiense de señal horaria estándar CHU. La banda lateral vestigial fue utilizada por la televisión analógica y por el ATSC, el sistema de televisión digital utilizado en Norteamérica.

#### NFM
La frecuencia modulada de banda estrecha (NBFM o NFM) se utiliza normalmente por encima de 20 MHz. Debido al mayor ancho de banda necesario, la NBFM se suele utilizar para la comunicación en VHF. La normativa limita el ancho de banda de una señal transmitida en las bandas de HF, y las ventajas de la modulación de frecuencia son mayores si la señal FM tiene un ancho de banda amplio. La NBFM está limitada a las transmisiones de corto alcance debido a las distorsiones multifásicas creadas por la ionosfera.

#### DRM
Digital Radio Mondiale (DRM) es una modulación digital para uso en bandas por debajo de 30 MHz. Es una señal digital, como los modos de datos, abajo, pero es para transmitir audio, como los modos analógicos arriba.

### Modos de datos

#### CW
La onda continua (CW) es la modulación de una portadora sinusoidal, utilizada para las comunicaciones en código Morse y las transmisiones de teletipo basadas en el facsímil Hellschreiber. Es un modo de datos, aunque a menudo aparece por separado. Suele recibirse a través de los modos SSB inferior o superior.

#### RTTY, FAX, SSTV
Los sistemas de radioteletipo, fax, televisión digital y de barrido lento, entre otros, utilizan formas de modulación por desplazamiento de frecuencia o subportadoras de audio en una portadora de onda corta. Estos sistemas suelen requerir un equipo especial para su descodificación, como un programa informático en un ordenador equipado con una tarjeta de sonido.
Se toma en cuenta que en los sistemas informáticos modernos, los modos digitales se envían normalmente acoplando la salida de sonido de un ordenador a la entrada SSB de una radio.

## Usuarios

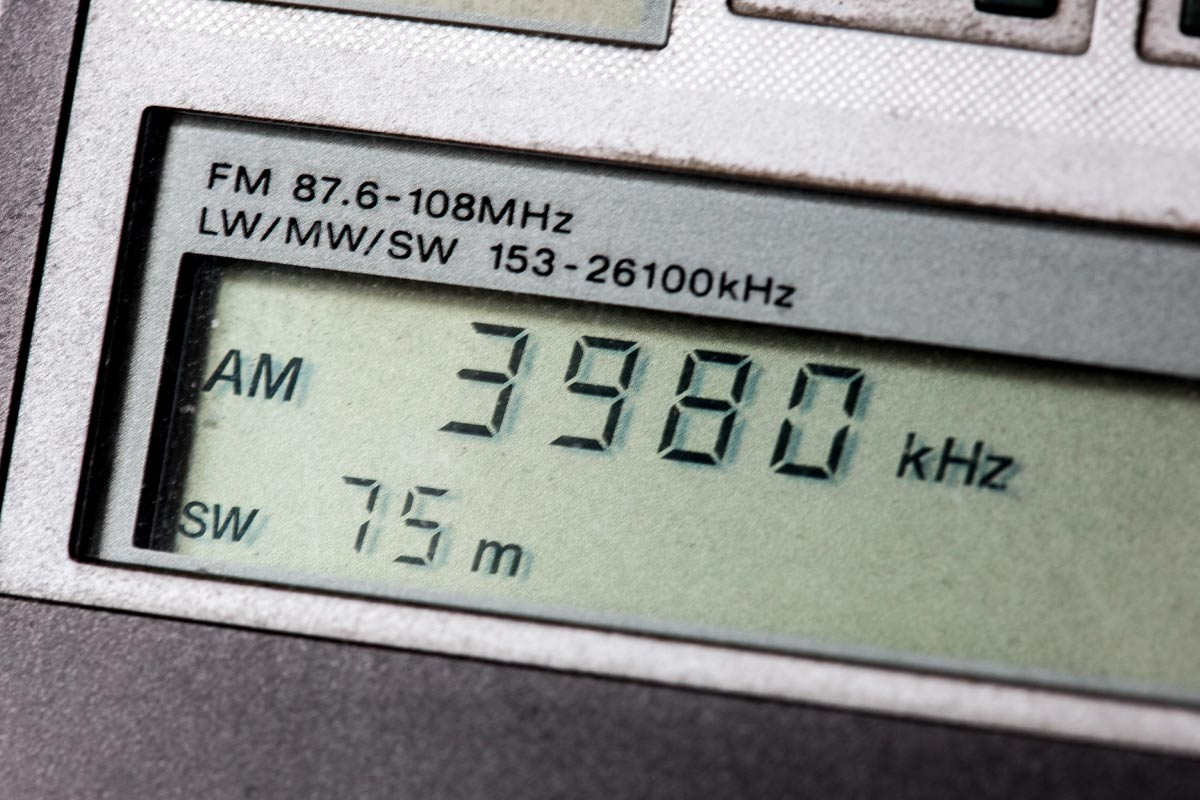
Pantalla digital del receptor portátil de onda corta sintonizado en la banda de 75 metros

Algunos usuarios establecidos de las bandas de radio de onda corta pueden ser:
- Radiodifusión internacional principalmente de propaganda patrocinada por el gobierno, o noticias internacionales (por ejemplo, el Servicio Mundial de la BBC), estaciones religiosas o culturales para audiencias extranjeras: El uso más común de todos.

- Radiodifusión nacional: para poblaciones muy dispersas con pocas emisoras de onda larga, onda media y FM que les presten servicio; o para redes especializadas de medios políticos, religiosos y alternativos; o de emisiones individuales comerciales y no comerciales de pago.

- El control del tráfico aéreo oceánico utiliza la banda de ondas decamétricas/cortas para la comunicación a larga distancia con las aeronaves sobre los océanos y los polos, que están mucho más allá del alcance de las frecuencias VHF tradicionales. Los sistemas modernos también incluyen comunicaciones por satélite, como ADS-C/CPDLC.

- Radiocomunicaciones bidireccionales por estaciones HF marinas y marítimas, usuarios aeronáuticos y estaciones terrestres.[21] Por ejemplo, el Royal Flying Doctor Service de Australia sigue utilizando la comunicación bidireccional por onda corta en regiones remotas.[22]

- Estaciones "utilitarias" que transmiten mensajes no destinados al público en general, como las estaciones de navegación mercante, meteorología marina y barco-costera; para meteorología aeronáutica y comunicaciones aire-tierra; para comunicaciones militares; para fines gubernamentales de larga distancia, y para otras comunicaciones no radiodifundidas.

- Operadores de radioaficionados en las bandas de 80/75, 60, 40, 30, 20, 17, 15, 12 y 10 metros. Las licencias las conceden los organismos gubernamentales autorizados.

- Estaciones de señal horaria y radio-reloj: En Norteamérica, la radio WWV y la radio WWVH transmiten en estas frecuencias: 2,5 MHz, 5 MHz, 10 MHz y 15 MHz; y WWV también transmite en 20 MHz. La emisora de radio CHU en Canadá transmite en las siguientes frecuencias: 3,33 MHz, 7,85 MHz y 14,67 MHz. Otras emisoras de radio-reloj similares transmiten en diversas frecuencias de onda corta y onda larga en todo el mundo. Las transmisiones de onda corta están destinadas principalmente a la recepción humana, mientras que las estaciones de onda larga se utilizan generalmente para la sincronización automática de relojes.

Los usuarios esporádicos o no tradicionales de las bandas de onda corta pueden ser:
- Emisoras clandestinas. Son emisoras que emiten en nombre de diversos movimientos políticos, como fuerzas rebeldes o insurreccionalistas. Pueden preconizar la guerra civil, la insurrección, la rebelión contra el gobierno de turno del país al que se dirigen. Las emisiones clandestinas pueden emanar de transmisores situados en territorio controlado por los rebeldes o desde fuera del país por completo, utilizando las instalaciones de transmisión de otro país.[23]

- Estaciones numéricas. Estas emisoras aparecen y desaparecen regularmente en toda la banda de radio de onda corta, pero no tienen licencia y no se pueden rastrear. Se cree que las estaciones de números son operadas por agencias gubernamentales y se utilizan para comunicarse con agentes clandestinos que trabajan en países extranjeros. Sin embargo, no existen pruebas definitivas de ello. Debido a que la gran mayoría de estas emisiones no contienen más que la recitación de bloques de números, en varios idiomas, con ráfagas ocasionales de música, se las conoce coloquialmente como "emisoras de números". Tal vez la emisora de números más conocida sea la llamada "Lincolnshire Poacher", llamada así por la canción popular inglesa del siglo XVIII, que se transmite justo antes de las secuencias de números.

- La actividad de radiocomunicación bidireccional sin licencia de individuos como taxistas, conductores de autobús y pescadores en varios países puede escucharse en varias frecuencias de onda corta. Estas transmisiones sin licencia de operadores de radio bidireccionales "piratas" o "de contrabando"[24] a menudo pueden causar interferencias en la señal de estaciones con licencia. Los sistemas móviles terrestres de radio comercial sin licencia (taxis, empresas de transporte por carretera, entre muchos otros) pueden encontrarse en la región de 20-30 MHz, mientras que los sistemas móviles marítimos sin licencia y otros usuarios similares pueden encontrarse en toda la gama de onda corta.[25]

- Las emisoras de radio piratas, que emiten programas de música, entrevistas y otros entretenimientos, pueden escucharse esporádicamente y en varios modos en las bandas de onda corta. Los radiodifusores piratas aprovechan las mejores características de propagación para lograr un mayor alcance en comparación con las bandas de radiodifusión AM o FM.[26]

- Radar sobre el horizonte: De 1976 a 1989, el sistema de radar sobre el horizonte del Pájaro Carpintero ruso de la Unión Soviética borró diariamente numerosas emisiones en onda corta.

- Calentadores ionosféricos utilizados para experimentación científica como el Programa de Investigación Auroral Activa de Alta Frecuencia en Alaska, y la instalación de calentamiento ionosférico Sura en Rusia.[27]

## Radiodifusión en onda corta

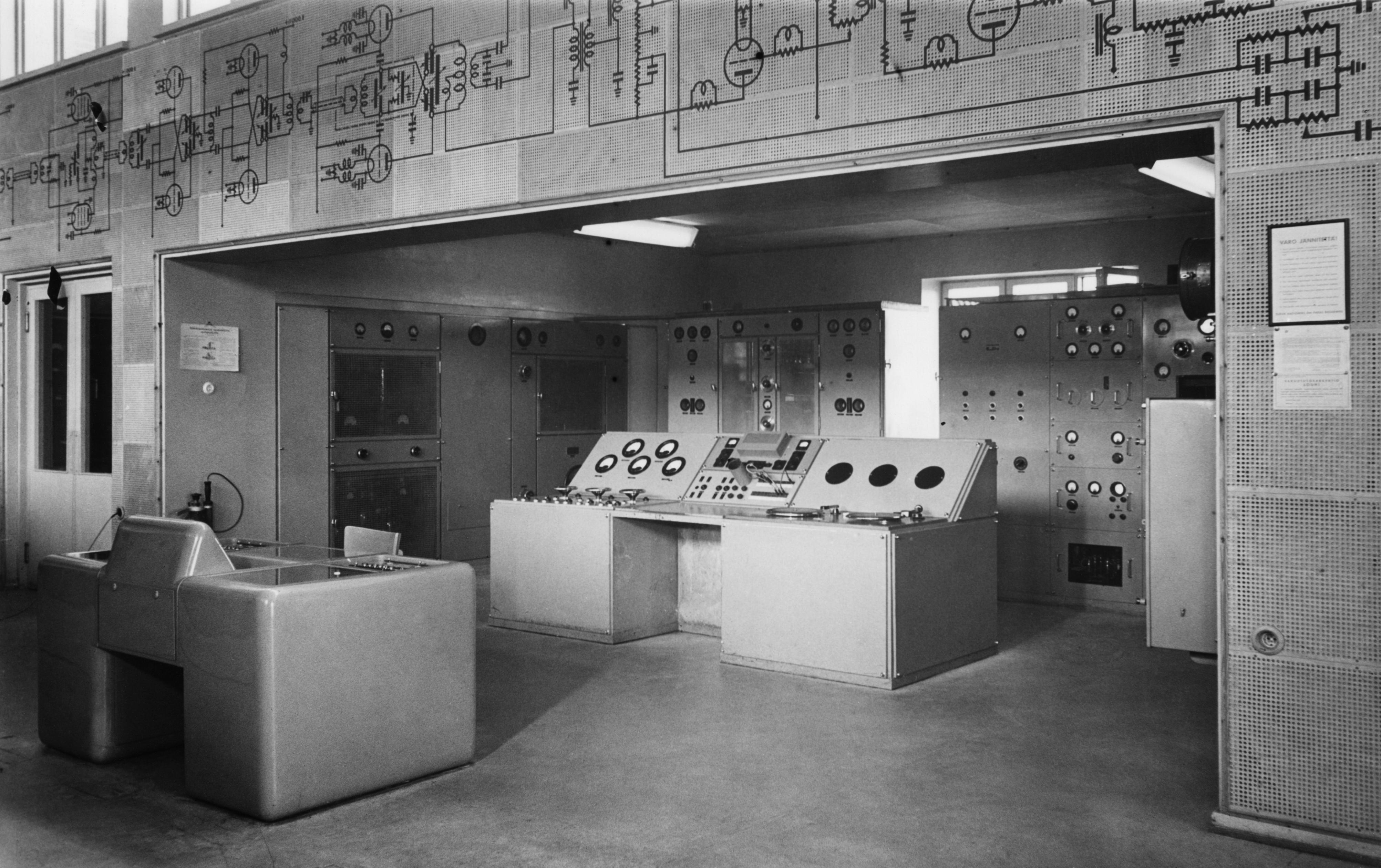
Sala de transmisión de la emisora de onda corta Yle en Pori, Finlandia, en 1954

Véase Radiodifusión internacional para más detalles sobre la historia y la práctica de la radiodifusión para audiencias extranjeras.
Véase Estación repetidora de onda corta para conocer los tipos reales de tecnologías integradas utilizadas para llevar señales de alta potencia a los oyentes.

### Atribución de frecuencias
La Conferencia Mundial de Radiocomunicaciones (CMR), organizada bajo los auspicios de la Unión Internacional de Telecomunicaciones, asigna bandas a diversos servicios en conferencias que se celebran cada pocos años. La última CMR tuvo lugar en 2023. A partir de la CMR-97 de 1997, estas bandas se asignaron a la radiodifusión internacional. Los canales de radiodifusión de onda corta en AM se atribuyen con una separación de 5 kHz para la radiodifusión de audio analógica tradicional:
| Banda métrica | Gama de frecuencias | Observaciones                                                   |
| ------------- | ------------------- | --------------------------------------------------------------- |
| 120 m         | 2.3–2.495 MHz       | banda tropical                                                  |
| 90 m          | 3.2–3.4 MHz         | banda tropical                                                  |
| 75 m          | 3.9–4 MHz           | compartida con la banda 80m de radioaficionados norteamericanos |
| 60 m          | 4.75–5.06 MHz       | banda tropical                                                  |
| 49 m          | 5.9–6.2 MHz         |                                                                 |
| 41 m          | 7.2–7.6 MHz         | compartida con la banda de 40m de radioaficionados              |
| 31 m          | 9.4–9.9 MHz         | la banda más utilizada                                          |
| 25 m          | 11.6–12.2 MHz       |                                                                 |
| 22 m          | 13.57–13.87 MHz     |                                                                 |
| 19 m          | 15.1–15.8 MHz       |                                                                 |
| 16 m          | 17.48–17.9 MHz      |                                                                 |
| 15 m          | 18.9–19.02 MHz      | casi sin usar, podría convertirse en una banda DRM              |
| 13 m          | 21.45–21.85 MHz     |                                                                 |
| 11 m          | 25.6–26.1 MHz       | puede utilizarse para la difusión local de DRM                  |

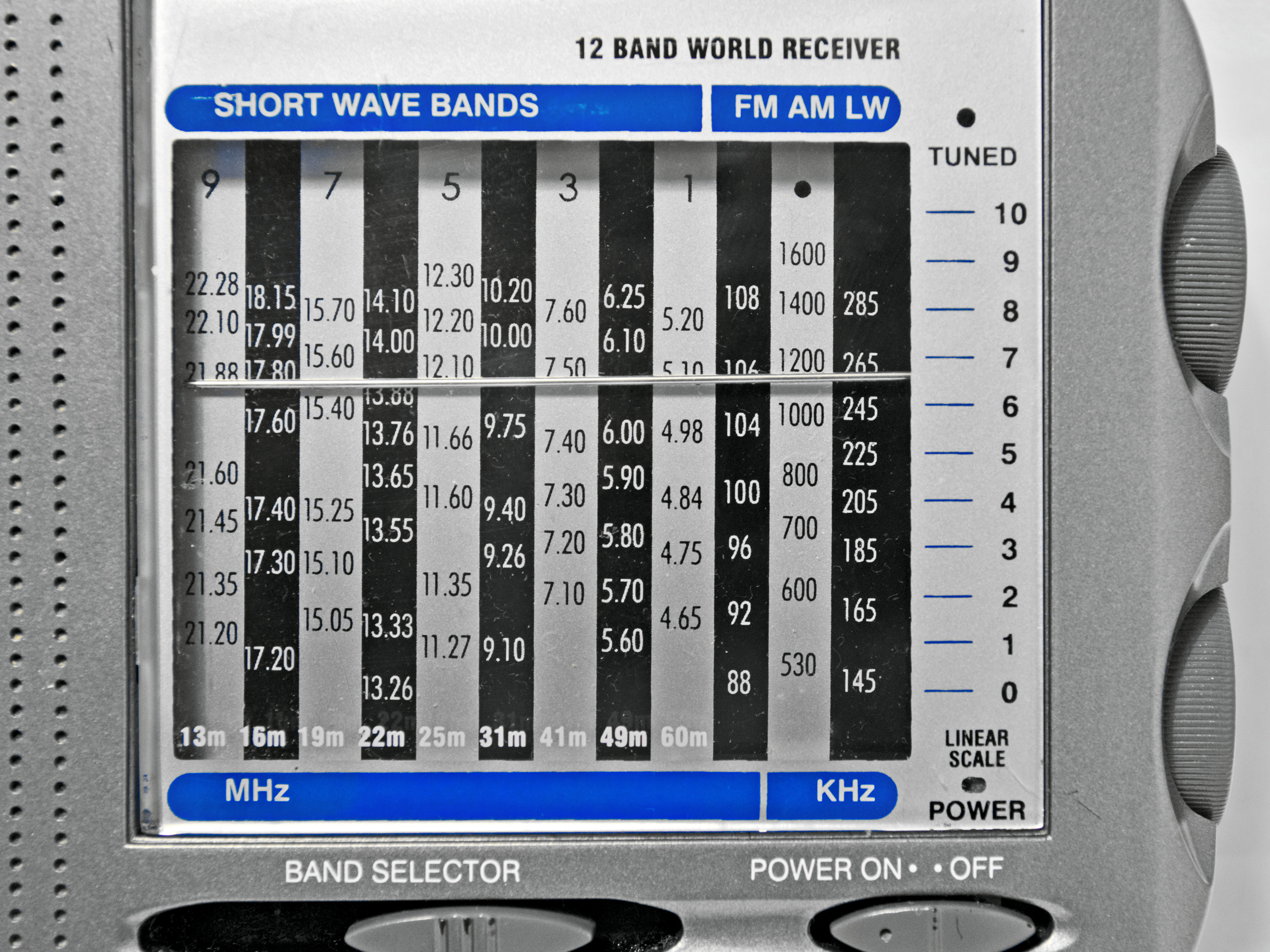
Pantalla de sintonización de una "Radio Mundial" portátil barata que incluye nueve bandas de onda corta

Aunque los países suelen seguir las bandas asignadas, puede haber pequeñas diferencias entre países o regiones. Por ejemplo, en el plan de bandas oficial de los Países Bajos, la banda de 49 m comienza en 5,95 MHz, la banda de 41 m termina en 7,45 MHz, la banda de 11 m comienza en 25,67 MHz, y las bandas de 120 m, 90 m y 60 m están totalmente ausentes. Las emisoras internacionales a veces operan fuera de las bandas normales asignadas por la CMR o utilizan frecuencias fuera de canal. Esto se hace por razones prácticas o para atraer la atención en bandas saturadas (60 m, 49 m, 40 m, 41 m, 31 m, 25 m).
El nuevo formato de radiodifusión de audio digital para DRM en onda corta opera con canales de 10 kHz o 20 kHz. Se está debatiendo la asignación de una banda específica para DRM, ya que se transmite principalmente en formato de 10 kHz.
La potencia utilizada por los transmisores de onda corta oscila entre menos de un vatio para algunas transmisiones experimentales y de radioaficionados hasta 500 kilovatios y más para emisoras intercontinentales y radares over-the-horizon. Los centros emisores de onda corta suelen utilizar diseños de antena especializados (como la tecnología de antena ALLISS) para concentrar la energía radioeléctrica en la zona objetivo.

### Ventajas

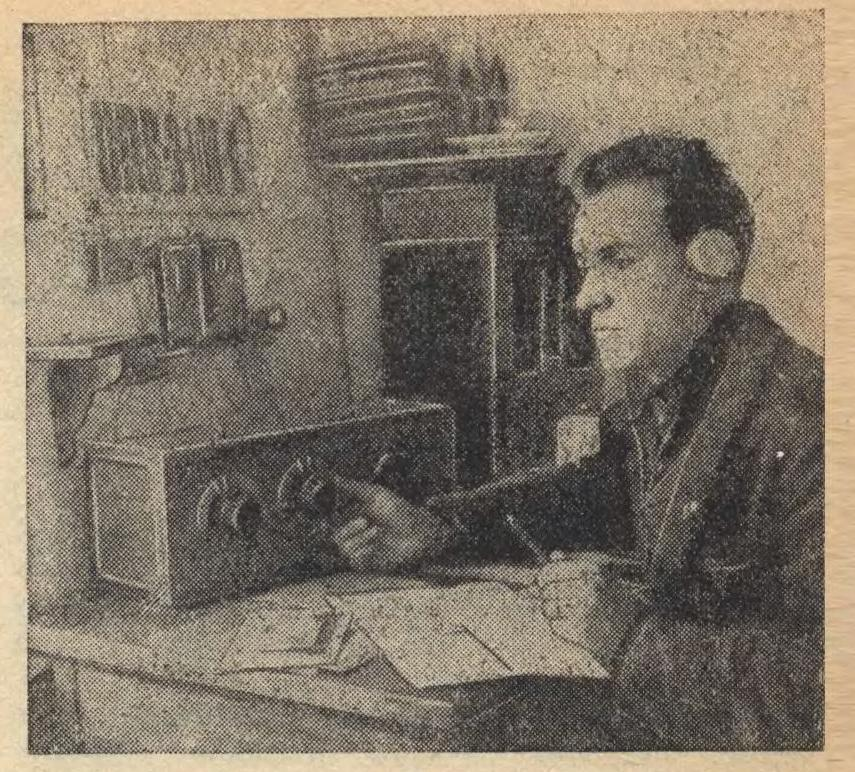
Oyente soviético de onda corta (A. Kozlov, URS3-108-B) en Borisoglebsk, 1941.

La onda corta posee una serie de ventajas sobre las nuevas tecnologías:
- Dificultad para censurar la programación por parte de las autoridades de países restrictivos. A diferencia de su relativa facilidad para controlar y censurar Internet, la televisión por aire, la televisión por cable, la televisión por satélite, la radio por satélite, los teléfonos móviles, los teléfonos fijos y los teléfonos por satélite, las autoridades gubernamentales se enfrentan a dificultades técnicas para controlar qué emisoras (sitios) se escuchan (a qué sitios se accede). Por ejemplo, durante el intento de golpe de Estado contra el presidente soviético Mijaíl Gorbachov, cuando su acceso a las comunicaciones era limitado (por ejemplo, sus teléfonos, televisión y radio estaban cortados), Gorbachov pudo mantenerse informado mediante el Servicio Mundial de la BBC en onda corta.[30]

- Las radios de onda corta de bajo coste están ampliamente disponibles en todos los países del mundo, excepto en los más represivos. Se pueden construir fácilmente receptores regenerativos de onda corta con unas pocas piezas.

- En muchos países (sobre todo en la mayoría de las naciones en vías de desarrollo y en el bloque del Este durante la época de la Guerra Fría) la propiedad de receptores de onda corta ha estado y sigue estando muy extendida[31](en muchos de estos países algunas emisoras domésticas también utilizaban la onda corta).

- Muchos de los receptores de onda corta más recientes son portátiles y pueden funcionar con pilas, lo que los hace útiles en circunstancias difíciles. La tecnología más reciente incluye radios manuales que funcionan sin pilas.

- Las radios de onda corta pueden utilizarse en situaciones en las que la televisión terrestre, la televisión por cable, la televisión por satélite, los teléfonos fijos, los teléfonos móviles, los teléfonos por satélite, las comunicaciones por satélite o Internet no estén disponibles (o sean inasequibles) temporal, prolongada o permanentemente.

- La radio de onda corta llega mucho más lejos que las emisiones en FM (88-108 MHz). Las emisiones de onda corta pueden transmitirse fácilmente a varios miles de kilómetros de distancia, incluso de un continente a otro.

- Especialmente en las regiones tropicales, la SW es algo menos propensa a las interferencias de las tormentas eléctricas que la radio de onda media, y es capaz de cubrir una amplia zona geográfica con una potencia relativamente baja (y, por tanto, con un coste). Por ello, en muchos de estos países se utiliza ampliamente para la radiodifusión nacional.

- Se necesita muy poca infraestructura para las comunicaciones bidireccionales a larga distancia utilizando la radio de onda corta. Todo lo que se necesita es un par de transceptores, cada uno con una antena, y una fuente de energía (como una batería, un generador portátil o la red eléctrica). Esto hace de la radio de onda corta uno de los medios de comunicación más robustos, que sólo puede verse perturbado por interferencias o malas condiciones ionosféricas. Los modernos modos de transmisión digital, como MFSK y Olivia, son aún más robustos y permiten recibir señales muy por debajo del ruido de fondo de un receptor convencional.

### Desventajas
A veces se considera que las ventajas de la radio de onda corta se ven superadas por sus inconvenientes:
- En la mayoría de los países occidentales, la posesión de radios de onda corta suele estar limitada a los aficionados, ya que la mayoría de las radios estándar nuevas no reciben la banda de onda corta. Por lo tanto, las audiencias occidentales son limitadas.

- En el mundo desarrollado, la recepción de onda corta es muy difícil en las zonas urbanas debido al ruido excesivo de los adaptadores de corriente conmutados, las fuentes de luz fluorescentes o LED, los módems y routers de Internet, los ordenadores y muchas otras fuentes de interferencias de radio.

- La calidad del audio puede verse limitada por las interferencias y los modos utilizados.

## Escucha de onda corta
La Telecomunidad Asia-Pacífico calcula que en 2002 había unos 600 millones de receptores de radio de onda corta en uso. WWCR afirma que hay 1.500 millones de receptores de onda corta en todo el mundo.
Muchos aficionados escuchan emisoras de onda corta. En algunos casos, el objetivo es escuchar el mayor número de emisoras de tantos países como sea posible (DXing); otros escuchan transmisiones especializadas de utilidad de onda corta, o "ute", como señales marítimas, navales, de aviación o militares. Otros se centran en las señales de inteligencia de las estaciones de números, estaciones que transmiten emisiones extrañas normalmente para operaciones de inteligencia, o las comunicaciones bidireccionales de los radioaficionados. Algunos oyentes de onda corta se comportan de forma análoga a los "merodeadores" de Internet, en el sentido de que sólo escuchan y nunca intentan enviar sus propias señales. Otros oyentes participan en clubes, o envían y reciben activamente tarjetas QSL, o se involucran en la radioafición y empiezan a transmitir por su cuenta.
Muchos oyentes sintonizan las bandas de onda corta para escuchar los programas de emisoras que emiten para un público general (como Radio Taiwan International, China Radio International, Voice of America, Radio France Internationale, BBC World Service, Voice of Korea, Radio Free Sarawak, etc.). Hoy en día, gracias a la evolución de Internet, el aficionado puede escuchar señales de onda corta a través de receptores de onda corta controlados a distancia o por la web en todo el mundo, incluso sin poseer una radio de onda corta. Muchas emisoras internacionales ofrecen audio en directo a través de sus sitios web y algunas han cerrado por completo su servicio de onda corta, o lo han reducido drásticamente, en favor de la transmisión por Internet.
Los oyentes de onda corta, o SWL, pueden obtener tarjetas QSL de emisoras, estaciones de servicio u operadores de radioaficionados como trofeos de la afición. Algunas emisoras incluso regalan certificados especiales, banderines, pegatinas y otros obsequios y materiales promocionales a los oyentes de onda corta.

## Emisiones de onda corta y música

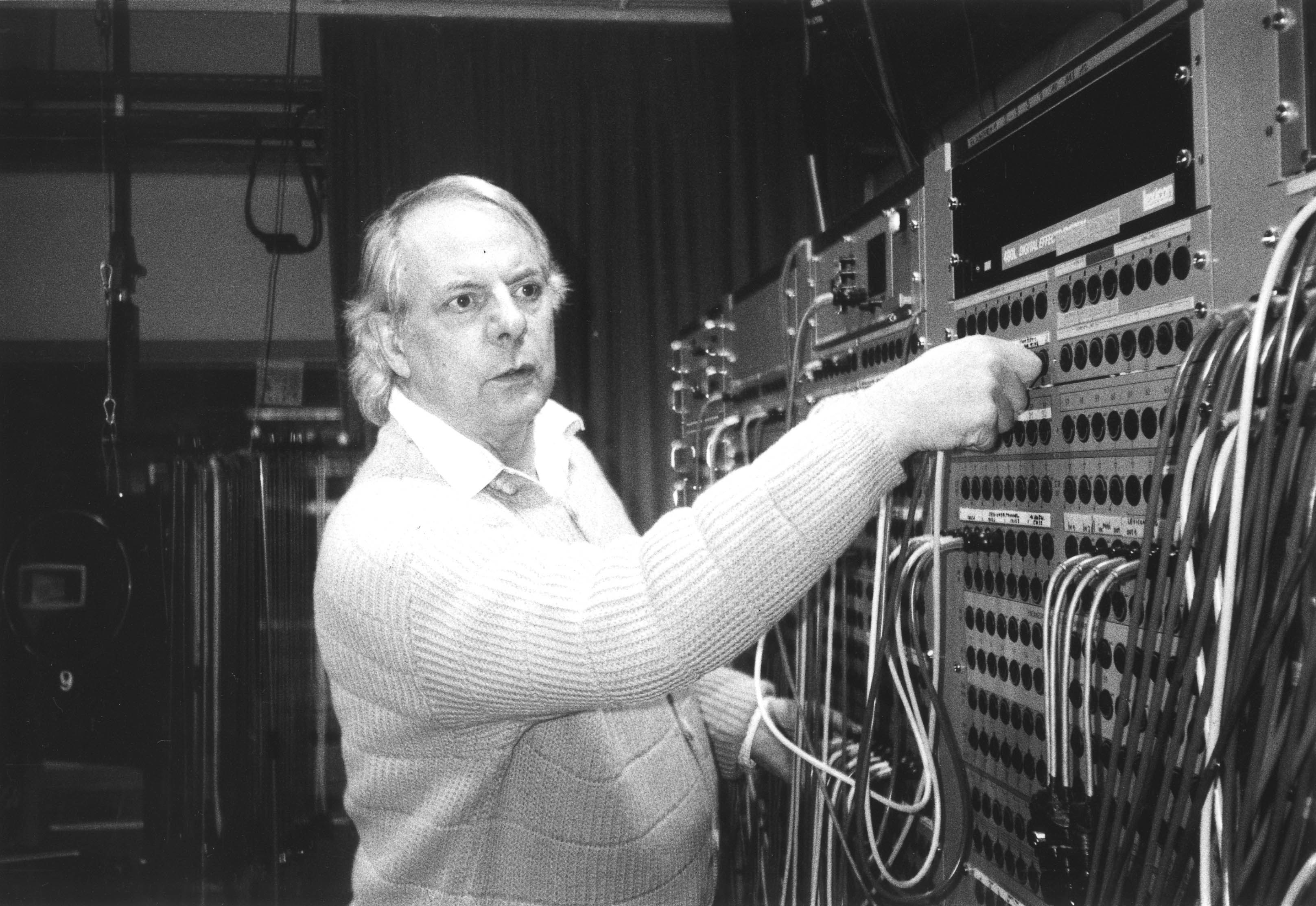
Compositor Karlheinz Stockhausen

Algunos músicos se han sentido atraídos por las características auditivas únicas de la radio de onda corta, que -debido a la naturaleza de la modulación de amplitud, las condiciones variables de propagación y la presencia de interferencias- suele tener una fidelidad inferior a la de las emisiones locales (sobre todo a través de emisoras de FM). Las transmisiones de onda corta suelen presentar ráfagas de distorsión y pérdida de claridad en ciertas frecuencias auditivas, alterando los armónicos del sonido natural y creando a veces una extraña calidad "espacial" debido a los ecos y a la distorsión de fase. Se han incorporado evocaciones de distorsiones de recepción de onda corta en composiciones de rock y música clásica, mediante retardos o bucles de realimentación, ecualizadores o incluso tocando radios de onda corta como instrumentos en directo. Se han mezclado fragmentos de emisiones en colajes sonoros electrónicos e instrumentos musicales en directo, mediante bucles de cintas analógicas o samplers digitales. A veces, los sonidos de los instrumentos y las grabaciones musicales existentes se alteran remezclándolos o ecualizándolos, con diversas distorsiones añadidas, para reproducir los efectos confusos de la recepción de radio de onda corta.
Los primeros intentos de compositores serios de incorporar efectos de radio a la música pueden ser los del físico y músico ruso Léon Theremin,que perfeccionó una forma de oscilador de radio como instrumento musical en 1928 (los circuitos regenerativos de las radios de la época eran propensos a entrar en oscilación, lo que añadía diversos armónicos tonales a la música y el habla); y en el mismo año, el desarrollo de un instrumento francés llamado Ondes Martenot por su inventor Maurice Martenot, violonchelista francés y antiguo telegrafista inalámbrico. Karlheinz Stockhausen utilizó la radio de onda corta y sus efectos en obras como Hymnen (1966-1967), Kurzwellen (1968) -adaptada para el Bicentenario de Beethoven en Opus 1970 con fragmentos filtrados y distorsionados de piezas de Beethoven-, Spiral (1968), Pole, Expo (ambas de 1969-1970) y Michaelion (1997).
El compositor chipriota Yannis Kyriakides incorporó transmisiones de estaciones de números de onda corta en su cantata ConSPIracy de 1999.
Holger Czukay, alumno de Stockhausen, fue uno de los primeros en utilizar la onda corta en un contexto de música rock. En 1975, el grupo alemán de música electrónica Kraftwerk grabó un álbum conceptual de larga duración, titulado Radio-Activity, basado en sonidos simulados de ondas de radio y onda corta. Las emisiones mensuales de The The Radio Cineola se basaban en gran medida en el sonido de la radio de onda corta.

## El futuro de la onda corta
El desarrollo de las emisiones directas desde satélites ha reducido la demanda de equipos receptores de onda corta, pero sigue habiendo un gran número de radiodifusores de onda corta. Se espera que una nueva tecnología de radio digital, Digital Radio Mondiale (DRM), mejore la calidad del audio de onda corta de muy pobre a adecuada. El futuro de la radio de onda corta se ve amenazado por el auge de la comunicación por línea eléctrica (PLC), también conocida como banda ancha sobre líneas eléctricas (BPL), que utiliza un flujo de datos transmitido a través de líneas eléctricas sin blindaje. Como las frecuencias BPL utilizadas se solapan con las bandas de onda corta, las graves distorsiones pueden dificultar o imposibilitar la escucha de señales analógicas de radio de onda corta cerca de las líneas eléctricas.
Según Andy Sennitt, antiguo editor del World Radio TV Handbook,

La onda corta es una tecnología heredada, cara y poco respetuosa con el medio ambiente. Algunos países se aferran a ella, pero la mayoría ha asumido que los días de gloria de la onda corta han pasado. Las emisoras religiosas siguen utilizándola porque no les preocupan demasiado las cifras de audiencia.

Sin embargo, Thomas Witherspoon, editor del sitio de noticias de onda corta SWLingPost.com escribió que

la onda corta sigue siendo el medio de comunicación internacional más accesible que sigue ofreciendo a los oyentes la protección del anonimato total. 
Thomas Witherspoon

En 2018, Nigel Fry, jefe de Distribución del Grupo Servicio Mundial de la BBC,

Sigo viendo un lugar para la onda corta en el siglo XXI, especialmente para llegar a las zonas del mundo que son propensas a los desastres naturales que destruyen la radiodifusión local y la infraestructura de Internet. 

Durante la invasión rusa de Ucrania en 2022, el Servicio Mundial de la BBC puso en marcha dos nuevas frecuencias de onda corta para los oyentes de Ucrania y Rusia, emitiendo noticias actualizadas en inglés en un esfuerzo por evitar la censura del Estado ruso.Las emisoras comerciales estadounidenses de onda corta WTWW y WRMI también redirigieron gran parte de su programación a Ucrania.